# Claudia Drees
Claudia Drees ist eine deutsche Biologin und Wissenschaftliche Mitarbeiterin an der Universität Hamburg.

## Leben
Claudia Drees studierte Biologie an der Westfälischen Wilhelms-Universität in Münster.  Dort wurde sie mit der Dissertation Ausbreitung flugunfähiger Arthropoden über Habitatkorridore. Untersuchungen an einer Metapopulation von Carabus auronitens (Col., Carabidae) im Münsterland promoviert. Sie war von 2009 bis 2011 als Post-Doc in den National Collections for Natural History an der Tel Aviv Universität tätig. Drees war seit 2007 Wissenschaftliche Mitarbeiterin in der Arbeitsgruppe Tierökologie von Thorsten Aßmann am Institut für Ökologie und Umweltchemie an der Universität Lüneburg. Seit dem Wintersemester 2012 ist sie Mitarbeiterin am Zoologischen Institut der Universität Hamburg, Abteilung Verhaltensbiologie.

## Forschung und Lehre
In ihrer Forschung beschäftigt sich Drees mit Aspekten menschlicher Aktivitäten (z. B. Habitatfragmentierung, Klimawandel, Landnutzung) auf die Verteilung von Diversität. Neben der Artendiversität ist sie vor allem an der Verteilung der genetischen Diversität interessiert, die sie mit Hilfe unterschiedlicher Markersysteme (Mikrosatelliten, mtDNA, Allozyme) untersucht. Modellorganismen sind vor allem flugunfähige Laufkäfer.
Aktuelle Projekte sind zum einen PopGeneLand (Teilprojekt im DFG-Schwerpunktprogramm 1374: Biodiversitätsexploratorien), indem sie und Kollegen den Einfluss der Landschaftsfragmentierung, Landschaftsgeschichte und der Landnutzung auf die genetische Ausstattung ausgewählter Laufkäferarten untersuchen. Sie arbeitet auch in Israel und ist an der Erforschung der Biodiversität dort beteiligt. Gemeinsam mit Thorsten Aßmann, Andrea Matern und  Andreas Schuldt beschrieb sie 2011 die neue afrikanische Käferart Eucamaragnathus desenderi. Ihre Lehrveranstaltungen finden auf den Gebieten der Ökologie, Allgemeinen Biologie und Naturschutzbiologie statt.

## Veröffentlichungen (Auswahl)
- C. Drees, P. Zumstein, T. Buck-Dobrick, W. Härdtle, A. Matern, H. Meyer, G. von Oheimb, T. Assmann: Genetic erosion in peat bog specialist shows need to protect large peat bogs. In: Conserv. Genet. doi:10.1007/s10592-011-0254-5
- C. Drees, S. Hüfner, A. Matern, G. Nève, T. Assmann: Detecting recent gene flow between populations of a flightless ground beetle. In: Hereditas. Band 148, 2011, S. 36–45.
- C. Drees, P. Brandmayr, J. Buse, P. Dieker, S. Gürlich, J. Habel, I. Harry, W. Härdtle, A. Matern, H. Meyer, R. Pizzolotto, M. Quante, K. Schäfer, A. Schuldt, A. Taboada, T. Assmann: Poleward shift of leading, but not of rear edge: the case of the ground beetle Agonum viridicupreum (Coleoptera: Carabidae). In: ZooKeys. Band 100, 2011, S. 333–352. doi:10.3897/zookeys.100.1535
- C. Drees, H. De Vries, W. Härdtle, A. Matern, M. Persigehl, T. Assmann: Genetic erosion in a stenotopic heathland ground beetle (Coleoptera: Carabidae) - A matter of habitat size? In: Conserv. Genet. Band 12, 2011, S. 105–117.
- C. Drees, A. Matern, G. von Oheimb, T. Reimann, T. Assmann: Multiple Glacial Refuges of Unwinged Ground Beetles in Europe: Molecular Data Support Classical Phylogeographic Models. In: J. C. Habel, T. Assmann (Hrsg.): Relict Species: Phylogeography and Conservation Biology. Springer, Heidelberg 2010, S. 199–216.
- C. Drees, A. Matern, T. Assmann: Red light enables direct observation of nocturnal carabid beetles in their habitat. In: L. Penev u. a. (Hrsg.): Back to the Roots or Back to the Future? Towards a New Synthesis between Taxonomic, Ecological and Biogeographical Approaches in Carabidology. Pensoft, Sofia 2008, S. 421–435.
- A. Matern, C. Drees, M. Kleinwächter, T. Assmann: Habitat modelling for the conservation of the rare ground beetle species Carabus variolosus (Coleoptera, Carabidae) in the riparian zones of headwaters. In: Biological Conservation. 2007.